# 高本惠
高本惠（日语：／ Takamoto Megumi，1985年10月3日—），日本女性聲優。隸屬於Sigma Seven經紀公司。千葉縣浦安市出生。身高152.4公分，血型AB型。擁有英語檢定準2級資格。興趣是唱歌、彈鋼琴、看電影。

## 經歷
- 2006年4月《聲優白皮書》動畫主角苺原桃子出道。接著於2006年4月23日「魔法老師！ 麻帆良學園中等部3-A 1學期始業式」活動中，發表了接替大澤千秋所負責的超鈴音。

## 人物
- 正確出生年份並沒有對外公開，有消息指出是在1986年10月3日出生[1]，在2006年4月活動出場介紹時是20歲。

## 參與作品
※ 主角及主要人物以粗體識別。

### 電視動畫
2006年
- （苺原桃子）※出道作
- 魔法老師（超鈴音）- 第22話的副標題題字和插畫提供擔當

2007年
- 校園烏托邦 學美向前衝！（學生（第12話））
- 王牌投手 振臂高揮（深見）
- 逮捕令（女性警官（第3話））
- 無敵偵探貴公子（水城雛子（第8、9話））

2008年
- 地獄少女 三鼎（芹澤夕菜）
- 秀逗魔導士REVOLUTION（女性客人C）
- 逮捕令（女性警官（第13話））
- 魔法禁書目錄（女學生）
- 迷宮塔～烏魯克之盾～（小孩C）
- 野良耳（ナミ）
- 美肌一族（女僕、女子高中生、金髮美女、受付孃）
- PERSONA -trinity soul-
- CODE-E（女學生、女子）
- 幻影少年（學生）

2009年
- 白色相簿（澤倉美咲[2]）
- 大正野球娘。（女子）
- 浪漫追星社（川村秋菜）
- 鋼之鍊金術師 FULLMETAL ALCHEMIST（溫莉·洛克貝爾）
- 轻声密语（风间汐）
- 乃木坂春香的秘密 第二季（雪野原鞠愛）

2010年
- 寶石寵物 Twinkle☆（阿魯瑪）

2011年
- 天魔黑兔（賽托希梅亞）
- SKET DANCE（丹生美森）

2012年
- 寶石寵物 Kira☆Deco！（秋刀魚）
- 咲-Saki-阿知賀篇 episode of side-A（安河內美子、山谷雛、八木原景子、解說、廣播、場內廣播）
- 就算是哥哥，有愛就沒問題了，對吧（神野薰子）

2013年
- 機巧少女不會受傷（夏綠蒂·貝琉）

2014年
- 咲-Saki- 全國篇（山谷雛）
- 人生諮詢電視動畫「人生」（內村朋子）
- 三坪房間的侵略者！？（櫻庭晴海[3]）

2015年
- 卡片戰鬥先導者G（宮前日奈子）

2016年
- 線上遊戲的老婆不可能是女生？（亞子的母親）
- 魔奇少年 辛巴達的冒險（辛巴達〈幼年〉、侍女）

2017年
- 悠久持有者：魔法老師！ 第2部（超鈴音）
- 此花綺譚（織布的少女）

2025年
- Summer Pockets（岬鏡子[4]）

### OVA
- 魔法老師 春·夏（超鈴音）
- OAD魔法老師～白之翼～（超鈴音）
- 寶石寵物 Twinkle☆特別篇（阿魯瑪）

### 遊戲
2015年
- （櫻庭晴海）

2018年
- Summer Pockets（岬鏡子[5]）

### 網路動畫
2015年
- 義呆利 The World Twinkle（母親）

### 現場
- 東京國際動畫博覽會2006
- 魔法老師 麻帆良學園中等部3-A 1學期始業式
- 魔法老師 Princess Festival

### 廣播節目
- 麻帆良學園中等部2-A·秘密的下課後 Part2 2學期（網路廣播 2006年8月－11月）

### 廣播劇
- VOMIC  - 2009年3月6日

### CD
- 櫻前線（中原櫻）
- 義呆利 Axis Powers（塞席爾）
- 廣播劇CD 純真奇蹟100%（吉田裕子）
- 廣播劇CD 魔藥墨角蘭（豬瀨麻央）

### DVD
- 魔法老師 Princess Festival DVD

### 電視節目
- Anime TV ※來賓
- ※來賓

## 外部連結
- 事務所公開簡歷 （页面存档备份，存于）（日語）
- 麻帆良学園中等部2-A・ヒミツの放課後 Part2 （页面存档备份，存于）（日語）